# تپه سنگ کن
تپه سنگ کن مربوط به سدهٔ ۶ تا ۹ ه.ق است و در شهرستان تایباد، بخش میان ولایت، دهستان کوهسنگی، روستای جوزقان واقع شده و این اثر در تاریخ ۲۶ دی ۱۳۸۶ با شمارهٔ ثبت ۲۰۵۸۹ به‌عنوان یکی از آثار ملی ایران به ثبت رسیده است.